# Mesić (wieś)
Mesić (cyr. Месић) – wieś w Serbii, w Wojwodinie, w okręgu południowobanackim, w mieście Vršac. W 2011 roku liczyła 198 mieszkańców.